# Minchinella
Minchinella é um gênero de esponja marinha da família Minchinellidae.

## Espécies
- Minchinella kirkpatricki Vacelet, 1981
- Minchinella lamellosa Kirkpatrick, 1908